# جيف هارويل
جيف هارويل (بالإنجليزية: Jeff Harwell)‏ هو لاعب كرة قدم أمريكي، ولد في 7 سبتمبر 1986 في دالاس في الولايات المتحدة. لعب مع Austin Aztex ‏.

## وصلات خارجية
- جيف هارويل على موقع قاعدة بيانات كرة القدم.إي يو (الإنجليزية)